# Группа Коксетера
Группа Коксетера — группа, порождённая отражениями в гранях {\displaystyle n}-мерного многогранника,
у которого каждый двугранный угол составляет целую часть от  {\displaystyle \pi } (то есть равен {\displaystyle \pi /k} для некоторого целого {\displaystyle k}).
Такие многогранники называются многогранниками Коксетера.
Группы Коксетера определяются для многогранников в евклидовом пространстве, на сфере, а также в пространстве Лобачевского.

## Примеры
- Конечным группам Коксетера изоморфны, в частности, группы Вейля простых алгебр Ли.
- Многогранники Коксетера в евклидовом пространстве размерности {\displaystyle n}:
  - {\displaystyle n}-мерный куб произвольной размерности.
  - {\displaystyle n}-мерный симплекс, образованный точками с координатами {\displaystyle (x_{1},x_{2},\dots ,x_{n})} такими, что {\displaystyle 0\leqslant x_{1}\leqslant x_{2}\leqslant \ldots \leqslant x_{n}\leqslant 1}.
- Многогранники Коксетера в единичной сфере размерности {\displaystyle n}:
  - правильный {\displaystyle n}-мерный симплекс со стороной {\displaystyle \pi /2}.
- Многогранники Коксетера в пространствах Лобачевского:
  - Правильный {\displaystyle k}-многоугольник с углом {\displaystyle \pi /m}.
  - Правильный прямоугольный додекаэдр в размерности {\displaystyle 3}.
  - Правильный прямоугольный стодвадцатиячейник в размерности {\displaystyle 4}.

## Свойства
- Группы Коксетера описываются и классифицируются с помощью диаграмм Коксетера — Дынкина.
- Многогранник Коксетера является фундаментальной областью действия группы Коксетера.
  - В частности, многогранник Коксетера замощает пространство.
  - В частности, любая евклидова группа Коксетера является примером точечной группы.
- Теорема Винберга.[1] В пространствах Лобачевского всех достаточно больших размерностей ограниченных многогранников Коксетера не существует.
- Сферические многогранники Коксетера являются симплексами.
- Многогранники Коксетера являются простыми.
- Обозначим через {\displaystyle \{r_{1},r_{2},\ldots ,r_{n}\}} отражения в гранях многогранника, и пусть {\displaystyle \pi /m_{ij}} есть двугранный угол между гранями {\displaystyle i} и  {\displaystyle j}. Положим {\displaystyle m_{ij}=\infty }, если грани не образуют двугранного угла в многограннике, и {\displaystyle m_{ii}=1}. Тогда группу Коксетера можно задать следующим образом:
{\displaystyle \left\langle r_{1},r_{2},\ldots ,r_{n}\mid (r_{i}r_{j})^{m_{ij}}=1\right\rangle }

## Вариации и обобщения
- Группами Коксетера также называется обобщение класса групп, описанного выше, определяемое с помощью задания:
{\displaystyle \left\langle r_{1},r_{2},\ldots ,r_{n}\mid (r_{i}r_{j})^{m_{ij}}=1\right\rangle },

где {\displaystyle m_{ii}=1} и {\displaystyle m_{ij}\geqslant 2} при {\displaystyle i\neq j}.